# Bruno Boni
Bruno Boni, né le 13 mai 1915 et mort le 30 mars 2003, est un rameur italien. Il participe aux Jeux olympiques d'été de 1948 en concourant dans l'épreuve du deux sans barreur et remporte la médaille de bronze avec son coéquipier Felice Fanetti.

## Palmarès

### Jeux olympiques
- Jeux olympiques de 1948 à Londres,  Royaume-Uni
  -  Médaille de bronze.